# منازل مبدوءة الإنشاء

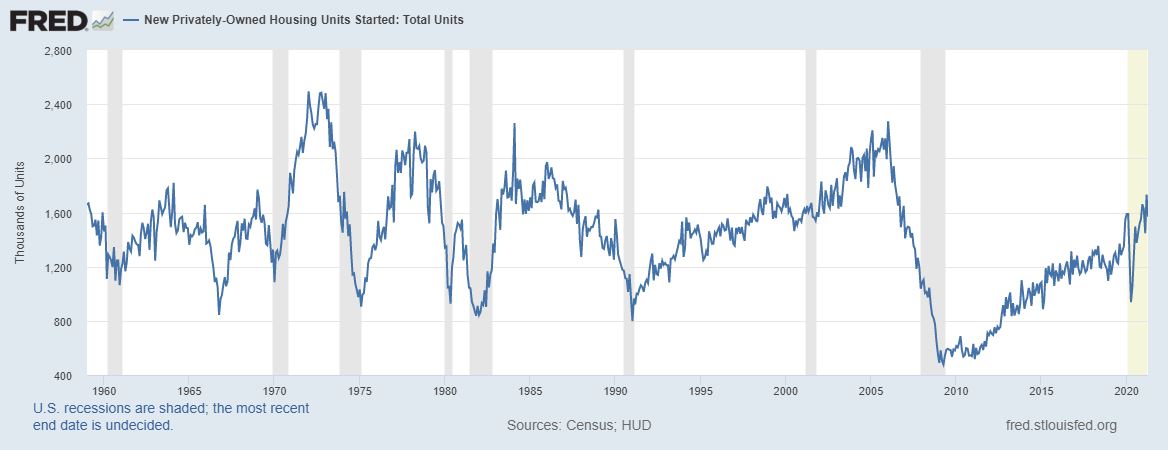
بدء الوحدات السكنية الجديدة المملوكة للقطاع الخاص: إجمالي الوحدات للولايات المتحدة ، يناير 1959 - أبريل 2021

المنازل المبدوءة الإنشاء (بالإنجليزية: Housing starts) هو المؤشر الذي يقيس عدد المنازل السكنية التي بدأ بناءها في الفترة المحددة، والذي يعتبر من المؤشرات الدالة على وضع قطاع المنازل وأداء الاقتصاد إجمالا، حيث يدل على حجم المال المتواجد مع الأشخاص بشكل عام.